# Supercoppa italiana 2023 (pallavolo maschile)
La Supercoppa italiana 2023, 28ª edizione della Supercoppa nazionale di pallavolo maschile, si è svolta dal 31 ottobre al 1º novembre 2023: al torneo hanno partecipato quattro squadre di club italiane e la vittoria finale è andata per la quinta volta, la seconda consecutiva, alla Sir Safety Perugia.

## Formula
La formula ha previsto semifinali e finale.

## Squadre partecipanti
| Squadra            | Qualificazione                                |
| ------------------ | --------------------------------------------- |
| Lube               | Finalista play-off scudetto Superlega 2022-23 |
| You Energy         | Vincitrice Coppa Italia 2022-23               |
| Sir Safety Perugia | 1ª in regular season Superlega 2022-23        |
| Trentino           | Finalista play-off scudetto Superlega 2022-23 |

## Torneo
|  | Semifinali         | Semifinali |      |                    | Finale | Finale |  |
|  |                    |            |      |                    |        |        |  |
|  | Trentino           | 1          |      |                    |        |        |  |
|  | Trentino           | 1          |      |                    |        |        |  |
|  | Sir Safety Perugia | 3          |      |                    |        |        |  |
|  | Sir Safety Perugia | 3          |      | Sir Safety Perugia | 3      |        |  |
|  |                    |            |      | Sir Safety Perugia | 3      |        |  |
|  |                    |            | Lube | 2                  |        |        |  |
|  | You Energy         | 0          | Lube | 2                  |        |        |  |
|  | You Energy         | 0          |      |                    |        |        |  |
|  | Lube               | 3          |      |                    |        |        |  |

### Semifinali
| 31 ottobre 2023 Biella Forum, Biella Durata: 2h:11 - Spettatori: 3 400 | Trentino   | 1 - 3 | Sir Safety Perugia | 25-20, 22-25, 23-25, 18-25 |
| 31 ottobre 2023 Biella Forum, Biella Durata: 1h:18 - Spettatori: 3 400 | You Energy | 0 - 3 | Lube               | 22-25, 16-25, 18-25        |

### Finale
| 1º novembre 2023 Biella Forum, Biella Durata: 2h:33 - Spettatori: 5 000 | Lube | 2 - 3 | Sir Safety Perugia | 25-22, 25-23, 21-25, 32-34, 12-15 |